# Cometopuli

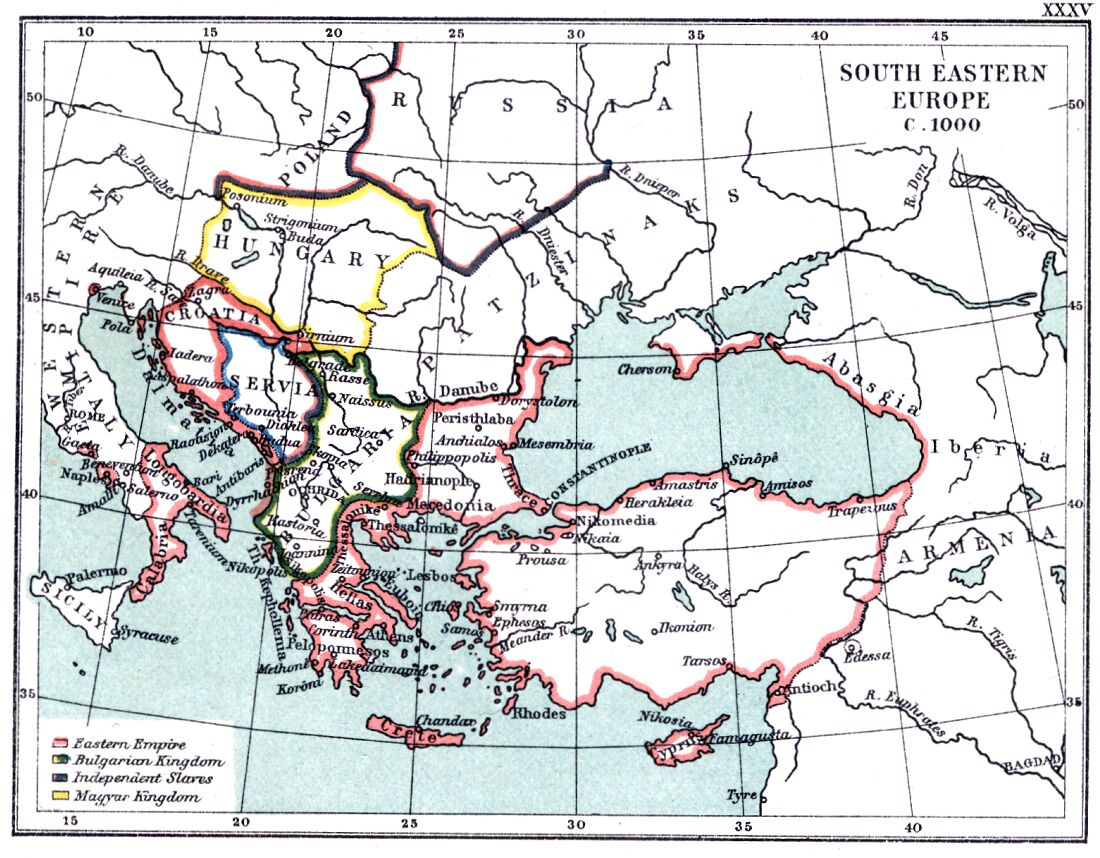
Territori della Bulgaria sotto i Cometopuli (intorno all'anno 1000.)

Territorio del Thema di Bulgaria 1045.

I Cometopuli (in bulgaro Династия на комитопулите?, lingua greca bizantina Κομητόπουλοι) furono l'ultima dinastia reale del primo Impero bulgaro, regnando dal 976 alla caduta della Bulgaria sotto i bizantini nel 1018. Il più importante membro della dinastia, lo zar Samuele è famoso per aver resistito con successo alla conquista bizantina per più di 40 anni. A volte il regno dei Cometopuli viene chiamato regno bulgaro occidentale o impero bulgaro occidentale.

## Origini e membri
Il vero nome della dinastia non è noto. Cometopuli è solo il soprannome che viene utilizzato dagli storici bizantini per descrivere i governanti della dinastia come il suo fondatore, Nicola, un Komes (governatore, affine a "conte"; greco bizantino κóμης, dal latino; bulgaro Комита Komita), probabilmente della regione Sredetz (l'attuale capitale della Bulgaria, Sofia). Secondo alcune fonti la dinastia era di origine armena. Nel 969 e in seguito alla conquista russo-bizantina della Bulgaria orientale, il conte Nicola assunse il controllo delle terre bulgare ad ovest dei fiumi Iskăr e Struma. Al tempo della conquista bizantina di Preslav e alla detronizzazione dello zar Boris II, nel 972, Nicola era stato ucciso e lo stato ereditato dai suoi quattro figli, Davide, Aronne, Mosè e Samuele. Davide guidò la difesa del sud-ovest della Bulgaria e risiedeva a Prespa, Mosè governava il sud-est e risiedeva a Strumica, Aronne regnava sulla regione di Sredetz, mentre Samuele era responsabile della Bulgaria settentrionale con la città di Bdin (Vidin).
Sia Davide che Mosè morirono molto presto - Davide venne assassinato da erranti Valacchi, mentre Mosè morì durante l'assedio di Serres. Scoppiò poi un conflitto tra Samuele ed Aronne in quanto quest'ultimo si faceva sempre più pro-bizantino e il 14 giugno 976 Aronne venne giustiziato nei pressi di Dupnitza. Nello stesso anno, il detronizzato Boris II e suo fratello, Romano, riuscirono a fuggire dalla prigionia di Costantinopoli e raggiunsero i confini della Bulgaria. Boris II venne però ucciso per errore da parte delle guardie di frontiera. Di conseguenza, fu Romano che venne incoronato come zar bulgaro, anche se il vero potere e il controllo dell'esercito era nelle mani di Samuele.
Samuele dimostrò di essere un capo di successo infliggendo una grave sconfitta all'esercito bizantino comandato da Basilio II nella battaglia delle Porte di Traiano e riprendendosi il nord-est della Bulgaria. Le sue campagne di successo ampliarono i confini bulgari in Tessaglia ed Epiro e nel 998 conquistò il principato di Doclea. Nel 997 Samuele fu proclamato imperatore della Bulgaria dopo la morte del sovrano legittimo, Romano.
Dopo la morte di Samuele, nel 1014, la corona passò a suo figlio, Gavril Radomir (1014-1015) che nel 1015 venne assassinato dal suo primo cugino e figlio di Aronne, Ivan Vladislav. Con la sua morte, nel 1018, si concluse il primo Impero bulgaro anche se, alcuni nobili e l'esercito  si radunarono attorno a Presian II come successore di suo padre. Presian II e i suoi fratelli Aron e Alusian tennero un'opposizione decisa alla conquista bizantina nelle montagne di Tomorr nel 1018. Alla fine Presian II e i suoi fratelli furono costretti ad arrendersi e vennero integrati nella nobiltà di corte a Costantinopoli. Un tentativo di restaurazione dell'indipendenza bulgara venne tentato circa 20 anni più tardi da Peter (II) Delyan (1040-1041), figlio di Gavril Radomir. Egli, aiutato dal cugino Alusian organizzò una rivolta e riuscì a cacciare i Bizantini da Ohrid per un breve periodo, ma alla fine fu tradito da Alusian. Gli eredi di Alusian ricevettero titoli nobiliari e terreni dall'Impero bizantino.

## Albero genealogico
Dopo la caduta della Bulgaria, i discendenti di Samuele assunsero posizioni di rilievo nella corte bizantina dopo che erano stati reinsediati e date loro terre in Asia Minore e Armenia. Una delle sue nipoti, Caterina, divenne imperatrice di Bisanzio. Un altro nipote, Pietro II Delyan, attuò un tentativo di ripristinare l'impero bulgaro dopo una grande rivolta bulgara contro l'impero bizantino (1040-1041). Altre due donne della dinastia divennero imperatrici bizantine, mentre molti nobili divennero strategos dell'esercito bizantino o governatori di diverse province. Attraverso la nomma materna Maria di Bulgaria, l'imperatore Giovanni II Comneno era un discendente dello zar Ivan Vladislav.
|        |        |                 |                 |                 |                 |                 |                 |      |      |      |      |                 |                 | Comita Nicola   | Comita Nicola   | Comita Nicola   | Comita Nicola   | Comita Nicola | Comita Nicola |        |        |           |           |                     |                     | Ripsimia d'Armenia  | Ripsimia d'Armenia  | Ripsimia d'Armenia  | Ripsimia d'Armenia  | Ripsimia d'Armenia | Ripsimia d'Armenia |                |                |                |                |                   |                   |                   |                   |                   |                   |
|        |        |                 |                 |                 |                 |                 |                 |      |      |      |      |                 |                 | Comita Nicola   | Comita Nicola   | Comita Nicola   | Comita Nicola   | Comita Nicola | Comita Nicola |        |        |           |           |                     |                     | Ripsimia d'Armenia  | Ripsimia d'Armenia  | Ripsimia d'Armenia  | Ripsimia d'Armenia  | Ripsimia d'Armenia | Ripsimia d'Armenia |                |                |                |                |                   |                   |                   |                   |                   |                   |
|        |        |                 |                 |                 |                 |                 |                 |      |      |      |      |                 |                 |                 |                 |                 |                 |               |               |        |        |           |           |                     |                     |                     |                     |                     |                     |                    |                    |                |                |                |                |                   |                   |                   |                   |                   |                   |
|        |        |                 |                 |                 |                 |                 |                 |      |      |      |      |                 |                 |                 |                 |                 |                 |               |               |        |        |           |           |                     |                     |                     |                     |                     |                     |                    |                    |                |                |                |                |                   |                   |                   |                   |                   |                   |
| Davide | Davide | Davide          | Davide          | Davide          | Davide          |                 |                 | Mosè | Mosè | Mosè | Mosè | Mosè            | Mosè            |                 |                 | Aronne          | Aronne          | Aronne        | Aronne        | Aronne | Aronne |           |           | Samuele di Bulgaria | Samuele di Bulgaria | Samuele di Bulgaria | Samuele di Bulgaria | Samuele di Bulgaria | Samuele di Bulgaria |                    |                    |                |                |                |                | Agata di Bulgaria | Agata di Bulgaria | Agata di Bulgaria | Agata di Bulgaria | Agata di Bulgaria | Agata di Bulgaria |
| Davide | Davide | Davide          | Davide          | Davide          | Davide          |                 |                 | Mosè | Mosè | Mosè | Mosè | Mosè            | Mosè            |                 |                 | Aronne          | Aronne          | Aronne        | Aronne        | Aronne | Aronne |           |           | Samuele di Bulgaria | Samuele di Bulgaria | Samuele di Bulgaria | Samuele di Bulgaria | Samuele di Bulgaria | Samuele di Bulgaria |                    |                    |                |                |                |                | Agata di Bulgaria | Agata di Bulgaria | Agata di Bulgaria | Agata di Bulgaria | Agata di Bulgaria | Agata di Bulgaria |
|        |        |                 |                 |                 |                 |                 |                 |      |      |      |      |                 |                 |                 |                 |                 |                 |               |               |        |        |           |           |                     |                     |                     |                     |                     |                     |                    |                    |                |                |                |                |                   |                   |                   |                   |                   |                   |
|        |        |                 |                 |                 |                 |                 |                 |      |      |      |      |                 |                 |                 |                 |                 |                 |               |               |        |        |           |           |                     |                     |                     |                     |                     |                     |                    |                    |                |                |                |                |                   |                   |                   |                   |                   |                   |
|        |        | Katun Anastazya | Katun Anastazya | Katun Anastazya | Katun Anastazya | Katun Anastazya | Katun Anastazya |      |      |      |      | Theodora Kosara | Theodora Kosara | Theodora Kosara | Theodora Kosara | Theodora Kosara | Theodora Kosara |               |               |        |        | Miroslava | Miroslava | Miroslava           | Miroslava           | Miroslava           | Miroslava           |                     |                     |                    |                    | Gavril Radomir | Gavril Radomir | Gavril Radomir | Gavril Radomir | Gavril Radomir    | Gavril Radomir    |                   |                   |                   |                   |

## Nomenclatura

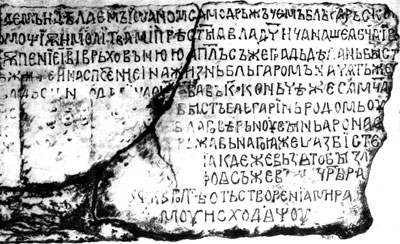
L'iscrizione di Bitola di Ivan Vladislav, dove dichiara le sue origini bulgare e quelle del suo popolo.

C'è stato un dibattito tra gli storici, in cui alcuni videro il Regno dei Cometopuli come entità separata dal primo impero bulgaro. I Cometopuli mantennero il titolo di "Imperatore dei bulgari", ma alcuni aspetti che apparvero durante il loro regno, fanno differire il loro stato dall'Impero bulgaro. I suoi centri (Skopje, Ohrid, Prespa e Bitola) erano situati in quello che oggi viene definito come Macedonia, ma in quel periodo, erano in una provincia del primo impero bulgaro, chiamata Kutmichevitsa. Il bizantinista Georg Ostrogorsky discute la questione e concluse che tra i suoi creatori e i bizantini c'era semplicemente il regno bulgaro, ma per vari fattori geografici, politici e religiosi etichettarono il loro stato impero macedone. Dimitri Obolensky, un altro bizantinista, si riferisce allo stato di Samuele come "impero indipendente della Bulgaria occidentale" che aveva origine in Macedonia. Alcuni altri autori distinguono anche come Impero bulgaro occidentale, ma la maggior parte degli studiosi vedono la dinastia come una continuazione diretta del primo Impero bulgaro. Tuttavia, nella Repubblica di Macedonia la storiografia ufficiale si riferisce ad essa come impero "slavo macedone", ma questo punto di vista è un'istanza di nazionalismo moderno retroattivo.